# Pośrednie (przełęcz)
Pośrednie – położona na wysokości 918 m n.p.m. przełęcz w Gorcach pomiędzy Starymi Wierchami a Mniskiem, w pobliżu granicy z Gorczańskim Parkiem Narodowym. Poniżej przełęczy, po południowej stronie znajdują się źródła Poniczanki.
Na przełęczy znajduje się polana Kopce, która dawniej była koszona i wypasana, obecnie często służy za skład drzewa. W południowo-zachodnim kierunku z polany widoczny jest pobliski, zalesiony wierzchołek Jaworzyny Ponickiej, zaś w kierunku wschodnim szczyty Suhory i Obidowca. Grzbietem przez środek polany prowadzi czerwony szlak turystyczny (Główny Szlak Beskidzki). Z południowej strony dołącza się do niego szlak żółty, oraz ścieżka dydaktyczna „Wokół doliny Poręby”.
Pośrednie znajduje się na obszarze Gorczańskiego Parku Narodowego. Przez przełęcz przebiega granica między wsiami Ponice w powiecie nowotarskim i Porębą Wielką w powiecie limanowskim.

## Szlaki turystyczne
Przez Pośrednie biegnie czerwono znakowany Główny Szlak Beskidzki. Na przełęczy dołącza do niego żółty szlak z Olszówki.
 odcinek: Rabka-Zdrój – Tatarów – Maciejowa – Przysłop – Bardo – Jaworzyna Ponicka – Pośrednie – Schronisko PTTK na Starych Wierchach – Groniki – Pudziska – Obidowiec – Rozdziele – Turbacz. Odległość 16,7 km, suma podejść 970 m, suma zejść 220 m, czas przejścia 5 godz. 35 min, z powrotem 4 godz. 50 min.
 Olszówki – Jasionów – Białoniowa – Stare Izbiska – Pośrednie.

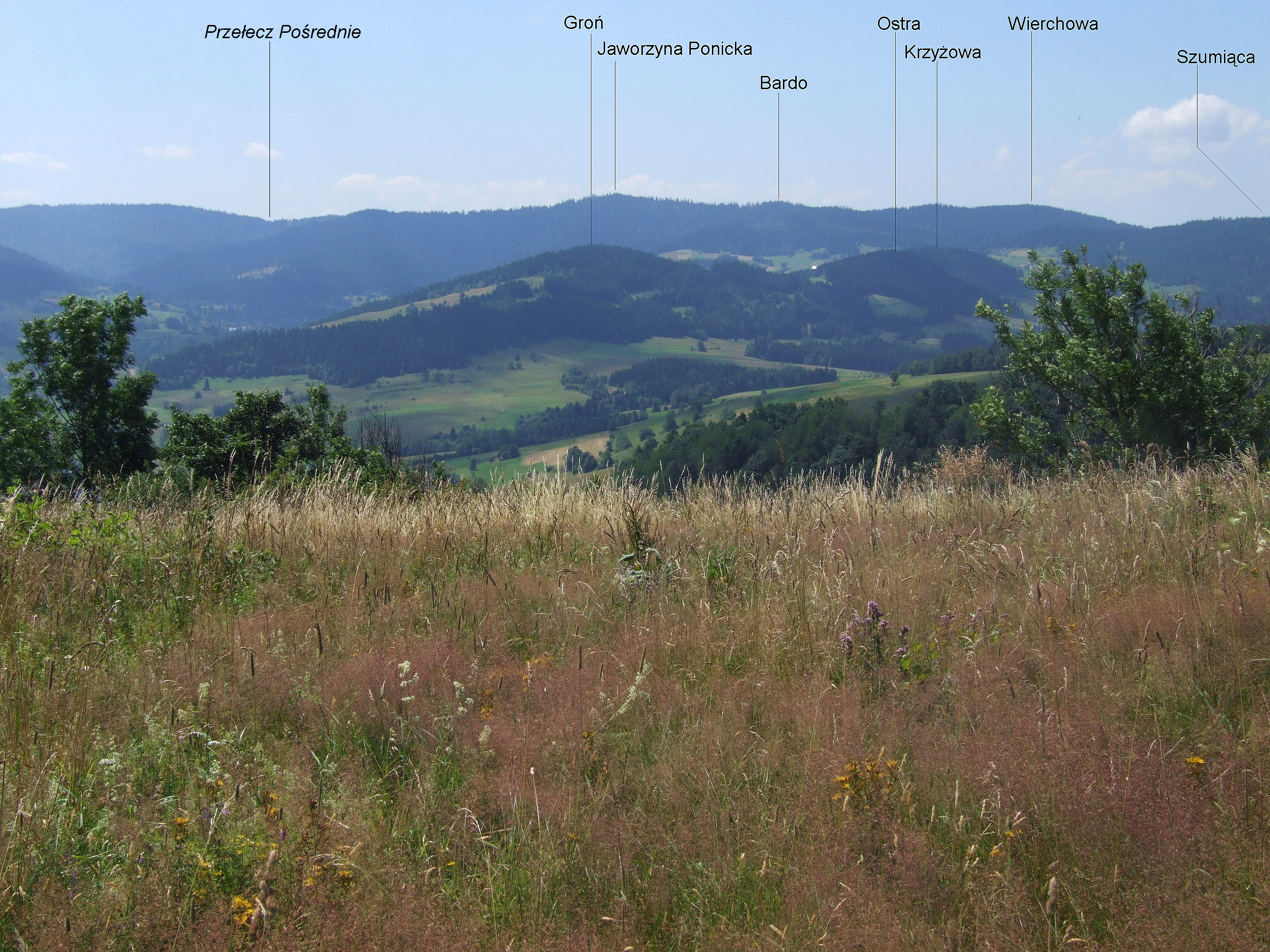
Widok z Potaczkowej